# Clapp Point
Der Clapp Point (englisch; in Argentinien Punta Azurduy, in Chile Punta Téllez) ist eine Landspitze der Kiew-Halbinsel an der Graham-Küste des Grahamlands auf der Antarktischen Halbinsel. Sie liegt 6 km nordöstlich des Kap Pérez und unmittelbar südlich der Mündung des Trooz-Gletschers in das Kopfende der Collins Bay.
Luftaufnahmen entstanden zwischen 1956 und 1957 bei der Falkland Islands and Dependencies Aerial Survey Expedition. Das UK Antarctic Place-Names Committee benannte sie 1977 nach Edward Christopher John Clapp (* 1930), einem Mitarbeiter des British Antarctic Survey. Argentinische Wissenschaftler benannten sie dagegen nach Juana Azurduy de Padilla (1780–1862), Heerführerin in den Südamerikanischen Unabhängigkeitskriegen. Namensgeber der in Chile gültigen Benennung ist Cirilo Téllez Almonacid, Heizer auf der Yelcho bei der 1916 durchgeführten Rettung der auf Elephant Island gestrandeten Teilnehmer der Endurance-Expedition (1914–1917) des britischen Polarforschers Ernest Shackleton.